# Porte de l'Aurore

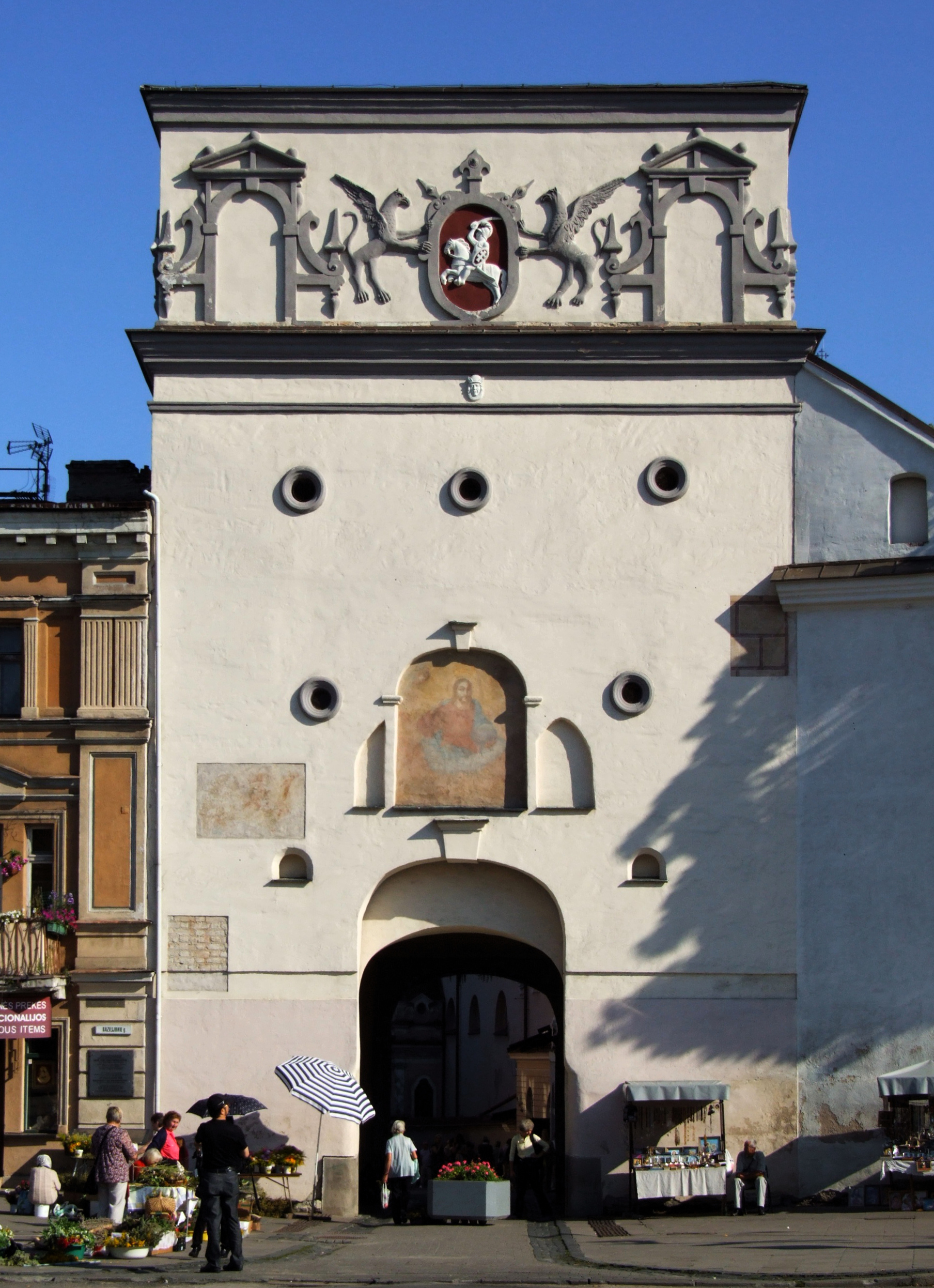
La porte de l'Aurore

La porte de l'Aurore (en lituanien : Aušros vartai, en polonais : Ostra Brama, soit la Porte aigüe ou étroite) est un lieu de pèlerinage catholique situé dans le centre historique de Vilnius. Ce lieu de pèlerinage marial est fort important dans l'histoire du catholicisme polonais, à l'époque où Vilnius était une ville peuplée en majorité de Polonais. Aujourd'hui la porte de l'Aurore, avec son icône de la Vierge, est visitée par les habitants de Vilnius et par les touristes.

## Histoire

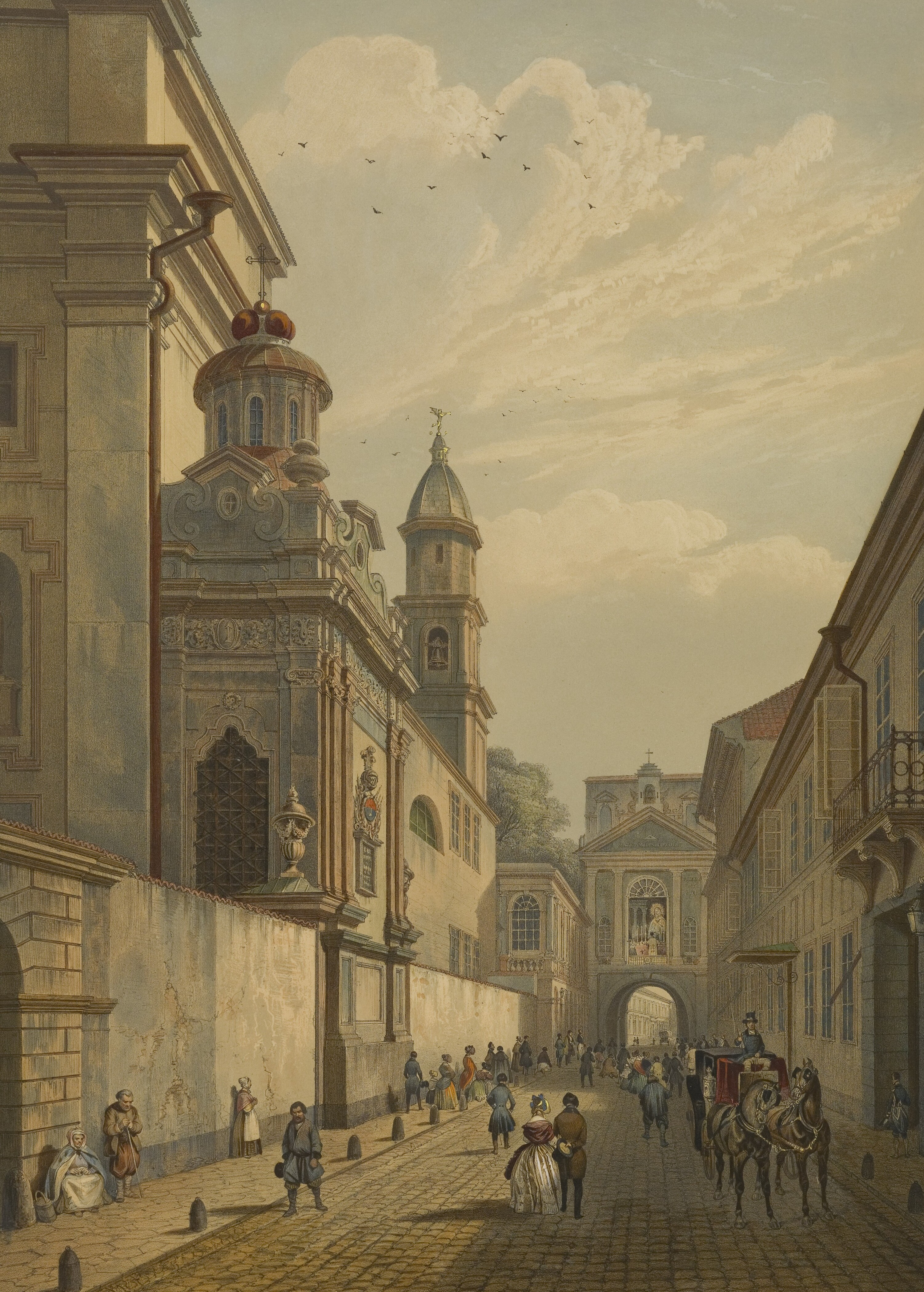
La porte de l'Aurore en 1847

La porte de l'Aurore a été construite dans un style gothique tardif entre 1503 et 1522, lorsqu'on a entouré la ville de murailles percées au début de cinq portes, puis de neuf portes. Plus tard on réaménage la façade, avec au-dessus de l'arc de la porte des embrasures et un attique de style Renaissance. Celui-ci présente le blason du grand-duché de Lituanie, flanqué de deux lions-griffons, et une tête d'Hermès, dieu du commerce.
Une icône du Sauveur est placée plus bas, dans une niche. Le sculpteur polonais Boleslaw Balzukiewicz y a ajouté en 1923 l'aigle blanc, symbole de la Pologne.

## La chapelle

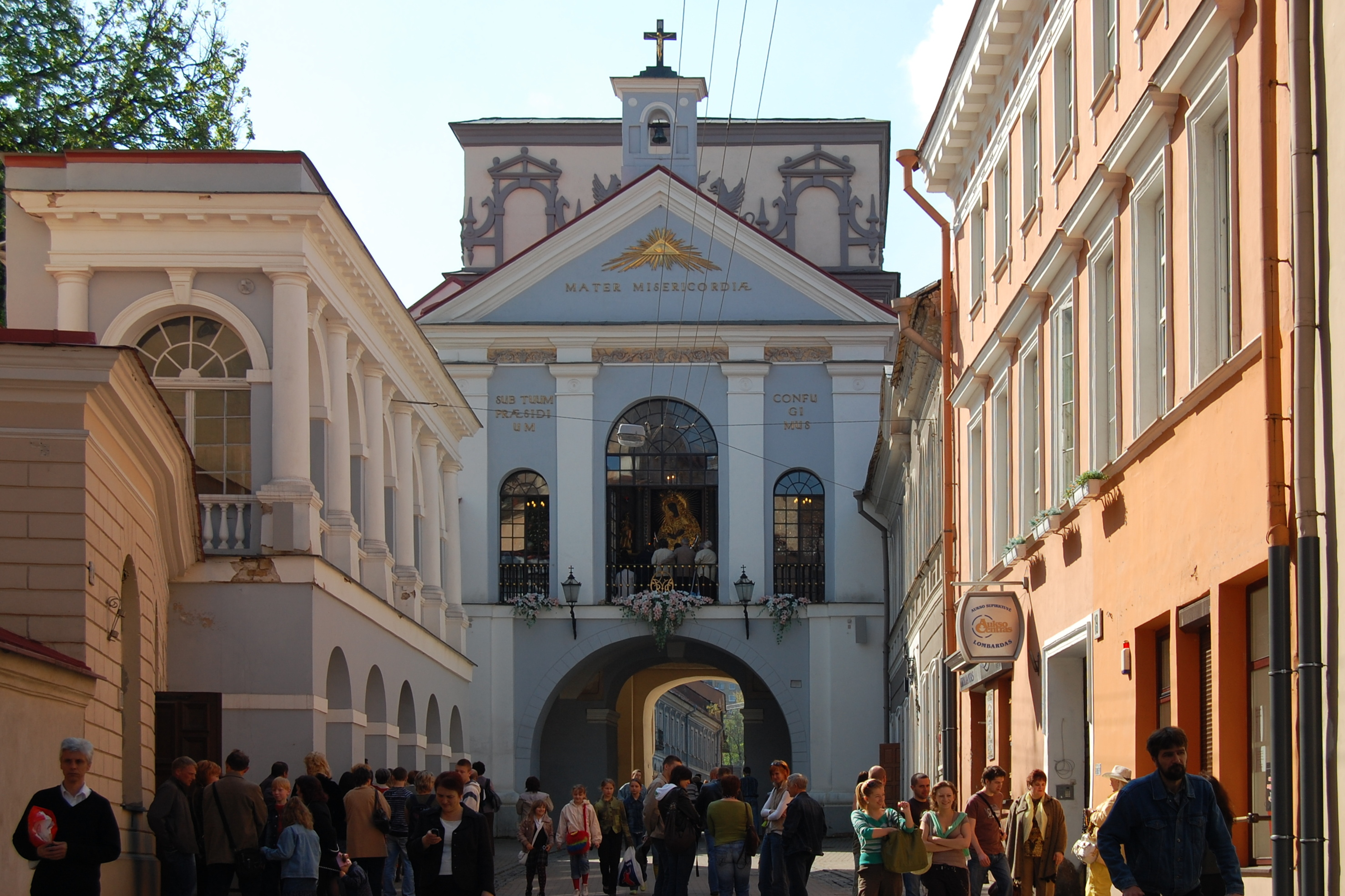
La façade de la chapelle

C'est en 1671 que les Carmes de la ville décident d'installer une chapelle de bois sous l'arc de la porte, du côté de la ville. Cette chapelle est destinée à abriter une icône de la Vierge. La petite chapelle, à laquelle on accède par un escalier, est reconstruite en pierre en 1722 après un incendie. Elle est restaurée en 1829-1830, 1927-1932, et en 1993 pour la visite du pape Jean-Paul II.
La chapelle est reconstruite en style néo-classique en 1830. Elle rejoint une galerie à deux niveaux qui la relie à l'église Sainte-Thérèse un peu plus loin dans la rue. Un texte en latin est inscrit en grandes lettres sur la façade du côté ville : Mater misericordiæ sub tuum præsidium confugimus.La tradition veut que les hommes se découvrent en signe de respect en passant sous la chapelle à partir de l'angle de la rue formé par l'église Sainte-Thérèse. Entre 1861 et 1863 des manifestations de patriotes polonais avaient lieu régulièrement à ses abords.
Des ex-votos dorés, ou en or et en argent décorent les murs intérieurs de la chapelle, en témoignage de grâces reçues.

## L'icône miraculeuse

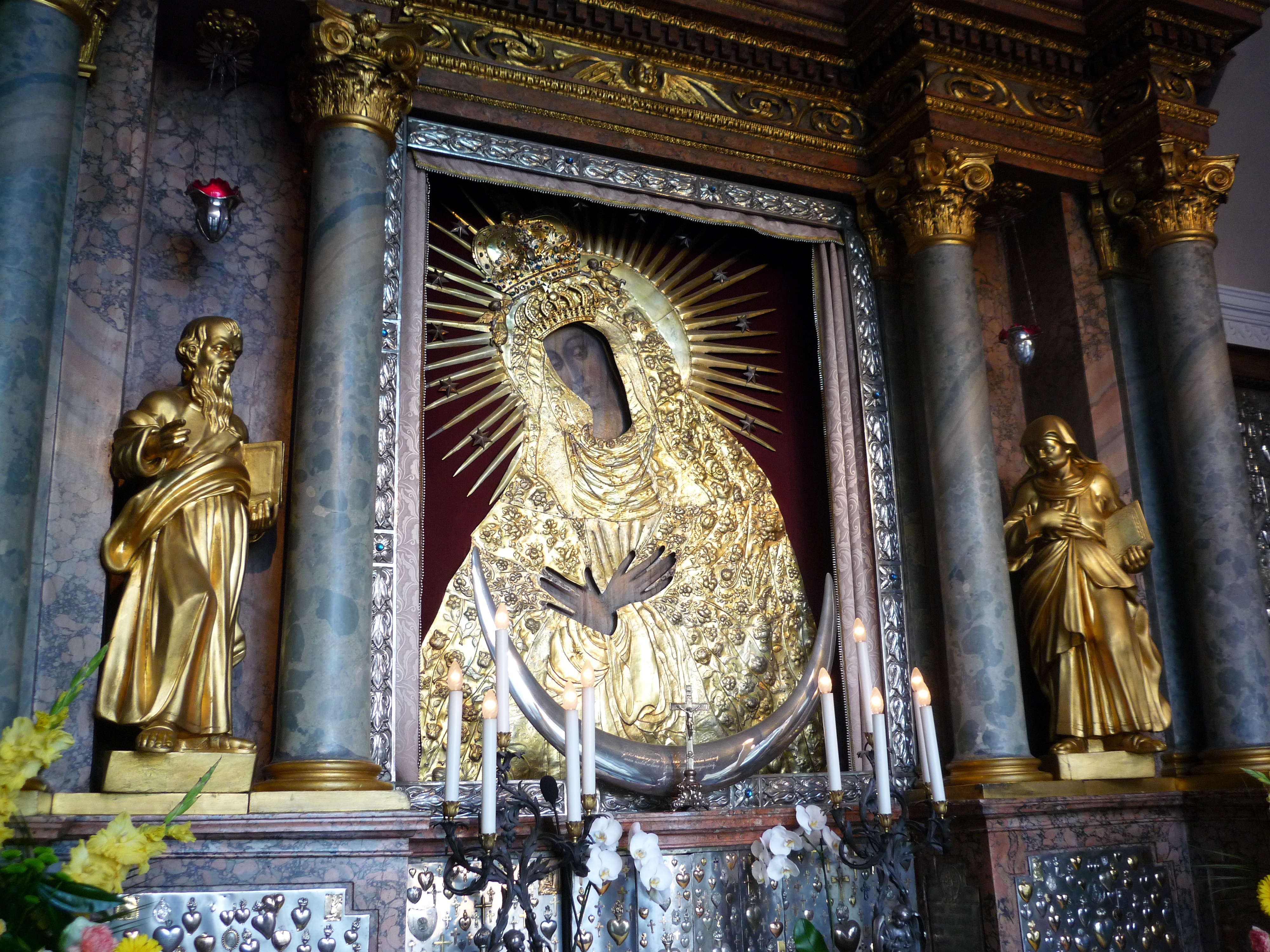
L'autel dédié à Notre Dame de la Porte de l'Aurore

Cette icône, datant de la seconde moitié du XVIe siècle, est particulièrement révérée aussi bien par les Lituaniens que par les Polonais et les pèlerins catholiques de passage d'Europe centrale. Elle est aussi vénérée par les chrétiens orthodoxes. Elle présente la Mère de Dieu dans un style qui peut être aussi bien admis par les catholiques que par les orthodoxes. Il est rare toutefois qu'une telle image offre à la contemplation la Vierge sans l'Enfant-Jésus dans ses bras.
L'icône est peinte a tempera sur huit lattes de chêne de 2 cm d'épaisseur, mesure 200 cm × 160 cm et  a été recouverte d'une protection d'argent en 1671, laissant à découvert le visage et les mains. Elle a été surmontée de deux couronnes, l'une symbolisant la Reine du Ciel et l'autre  la souveraine de Pologne. Pie XI, lorsqu'il était encore nonce de Pologne y célébra la messe en 1920, alors que la ville était secouée par les événements politiques que l'on sait. Il émit un décret pontifical en 1927 à propos du couronnement de l'icône qui eut lieu sous une pluie battante devant la cathédrale en présence du cardinal-métropolite de Varsovie, Mgr Kakowski, de tout l'épiscopat polonais et des autorités officielles dont Jozef Pilsudski et le président de la république polonaise, Ignace Moscicki. Après la cérémonie, l'icône fut  remise dans la chapelle, placée en 1928 dans un coffret de protection la présentant sous verre.

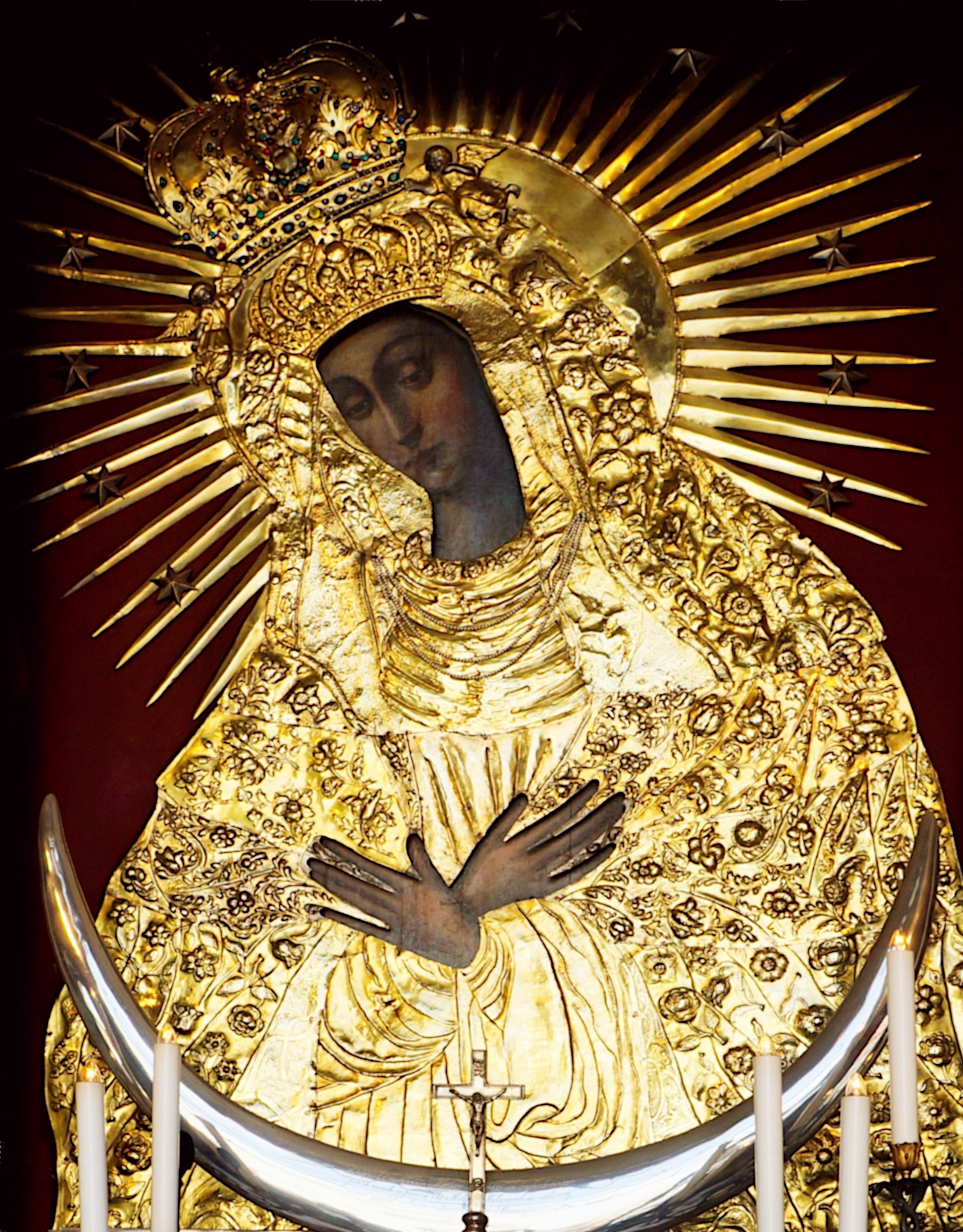
Icone de Notre Dame de la Porte de l'Aurore

Un bon nombre d'interprétations légendaires sur la provenance de cette image ont eu cours. Il est admis aujourd'hui qu'elle a été peinte par un artiste italien de la Renaissance. Des dizaines de poètes lituaniens, polonais ou biélorusses l'ont chantée et évoquée dans leurs vers. Son culte est diffusé dans toutes les communautés polonaises et lituaniennes du monde.